# Chiesa dei Santi Gervasio e Protasio ad Monachos
La chiesa dei Santi Gervasio e Protasio ad Monachos era una chiesa di Milano che si trovava presso piazza Cordusio.

## Storia
La sua esistenza è certa già dall'870, come attesta un documento scritto da Garibaldo, vescovo di Bergamo, consistente nella cessione di una "Casa Massaricia" e di tutte le sue pertinenze nel luogo di Boario proprio al monastero.
I suoi monaci furono trasferiti in San Simpliciano presumibilmente dopo il marzo 881 con una bolla di papa Giovanni VIII, quando Alderico era abate di entrambi monasteri.

La chiesa venne demolita nel 1930 per far posto alla sede della Banca Popolare di Novara.